# Liste des cathédrales des Îles Salomon
Cet article recense les cathédrales des Îles Salomon.

## Liste

### Catholicisme[1]
- Cathédrale Saint-Augustin d'Auki
- Cathédrale Saint-Pierre de Gizo
- Cathédrale Sainte-Croix d'Honiara

### Anglicanisme[2]
- Cathédrale Saint-Barnabé d'Honiara